# Lodołamacze typu Polar
Lodołamacze typu Polar – seria amerykańskich lodołamaczy zbudowanych w latach 70. XX wieku dla United States Coast Guard. Zostały zaprojektowane z myślą o prowadzeniu badań naukowych w rejonach Antarktydy i Arktyki oraz o ochronie obszarów morskich Stanów Zjednoczonych w Arktyce. W ramach serii zbudowano dwa lodołamacze: USCGC „Polar Star” (WAGB-10) oraz USCGC „Polar Sea” (WAGB-11), które na co dzień stacjonowały w Seattle, w stanie Waszyngton. W 2010 roku, w wyniku awarii, lodołamacz „Polar Sea” został wycofany ze służby. Przez to pozostający w służbie „Polar Star” wraz z USCGC „Healy” (WAGB-20), są jedynymi lodołamaczami formacji zdolnymi do operowania w Arktyce i Antarktydzie.

## Projekt i budowa
Projekt lodołamaczy typu Polar narodził się na przełomie lat 60. i 70 XX. W sierpniu 1971 roku oficjalnie przyznano kontrakt stoczni Lockheed Shipbuilding and Construction Company z Seattle w stanie Waszyngton na opracowanie i wybudowanie ciężkich lodołamaczy zdolnych do operowania po wodach Arktyki i Antarktydy. W służbie amerykańskiej straży wybrzeża miały zastąpić wysłużone jednostki z lat 40. i 50. XX wieku, jak na przykład lodołamacze typu Wind i lodołamacz USCGC „Glacier” (WAGB-4). Budowa pierwszego lodołamacza rozpoczęła się w 1972 roku.
Ograniczenia budżetowe sprawiły, że w latach 1972–1978 zbudowano jedynie dwie jednostki – USCGC „Polar Star” (WAGB-10) oraz USCGC „Polar Sea” (WAGB-11). Ich portem macierzystym było Seattle w stanie Waszyngton.
| Nazwa        | Numer burtowy | Zdjęcie | Położenie stępki | Wodowanie         | Wejście do służby | Wycofanie ze służby | Baza macierzysta    | Uwagi |
| ------------ | ------------- | ------- | ---------------- | ----------------- | ----------------- | ------------------- | ------------------- | --- |
| „Polar Star” | WAGB-10       |         | 15 maja 1972     | 17 listopada 1973 | 17 stycznia 1976  | w służbie           | Seattle, Waszyngton | Gruntownie zmodernizowany w latach 2010–2012. |
| „Polar Sea”  | WAGB-11       |         | bd.              | 24 czerwca 1975   | 23 lutego 1978    | 2010                | Seattle, Waszyngton | Wycofany z powodu awarii napędu. Początkowo planowano złomowanie jednostki, ostatecznie pełni rolę dawcy części dla bliźniaczej WAGB-10. Od 2024 roku w składowany bazie US Navy w zatoce Suisun w Kalifornii. |

## Konstrukcja

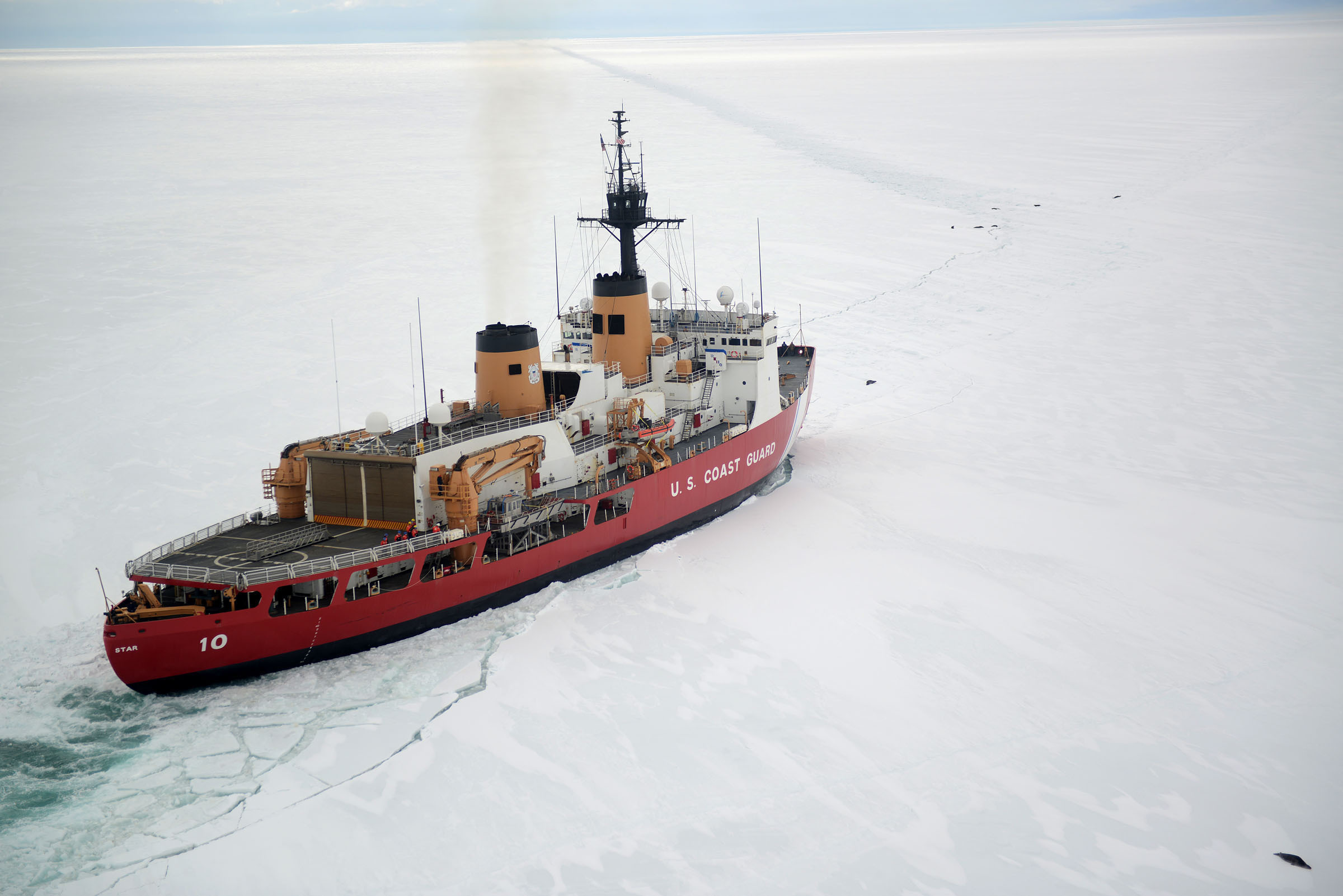
USCGC „Polar Star” u wybrzeży Antarktydy w 2017 roku. Widoczne jest lądowisko dla śmigłowca oraz wrota hangaru.

Lodołamacze typu Polar zaprojektowano z myślą o operowaniu w trudnych warunkach atmosferycznych i hydrologicznych Arktyki oraz Antarktydy. Obszary kadłuba odpowiadające za bezpośrednie kruszenie lodu, dysponują poszyciem ze wzmocnionej stali o grubościach 44 mm na dziobie i rufie oraz 32 mm na wysokości śródokręcia. Dziób zaś zaprojektowano w taki sposób, by efektywniej rozkładać ciężar statku na kruszonym lodzie.
Kadłub lodołamaczy długi jest na 122 m, szeroki na 25,45 m, zaś zanurzenie wynosi 9,4 m. Jednostki typu Polar wypierają standardowo 11 037 ton, a wyporność pełna wynosi 13 842 ton. Jednostki rozwijają maksymalną prędkość rzędu 18 węzłów. Przy kruszeniu lodu konieczne jest ograniczenie prędkości do 3 węzłów, jednak konstrukcja lodołamaczy pozwala przebijać się przez lód o grubości 1,8 metra.
Jednostki napędzane są przez siłownię w układzie CODLOG (ang. combined diesel-electric or gas). Składa się ona z sześciu silników wysokoprężnych Alco 16V-251F o mocy 3000 KM każdy, oraz trzech turbin gazowych Pratt & Whitney FT-4A12. Każda z turbin generuje moc rzędu 25 000 KM. Tak skonfigurowana siłownia napędza trzy linie wałów napędowych, zwieńczone czterołopatową śrubą nastawną o średnicy 4,9 m. Jednostki przy prędkości 18 węzłów są w stanie przepłynąć 16 000 mil morskich, a przy prędkości 13 węzłów zasięg wzrasta do 28 275 mil morskich.
W toku modernizacji lodołamacze otrzymały również dodatkowe laboratoria badawcze i przewidziano zakwaterowanie dla maksymalnie 35 naukowców. Załogę lodołamaczy stanowi 138 oficerów i marynarzy. W rufowej części kadłuba znajduje się hangar i lądowisko dla dwóch śmigłowców Aérospatiale HH-65 Dolphin. W przypadku zaokrętowania śmigłowca pokładowego załoga rozszerza się o dodatkowe 12 osób.

## Służba

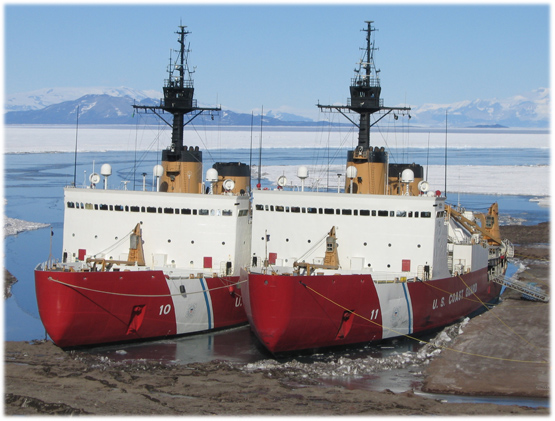
Oba lodołamacze typu Polar na Antarktydzie

Wraz z rozpoczęciem służby, oba lodołamacze typu Polar odgrywały kluczową rolę w działalności USCG w rejonach arktycznych i antarktycznych.
Już w maju i na początku czerwca 1976 roku  „Polar Star” rozpoczął serię testów w regionach arktycznych w ramach operacji „Arctic West Summer” (AWS76). W trakcie tych testów doszło do awarii lewej śruby napędowej. W późniejszym czasie okazało się, że uszkodzeniu uległa również prawa śruba. W celu uśnięcia usterki zdemontowano je z wałów napędowych, co ujawniło poważne wady łączników, łożysk i sworzni. Chociaż środkowa śruba napędowa działała, również wykazywała pierwsze oznaki zużycia. Problemy utrzymywały się przez kilka kolejnych lat, zaś USCG dokonała reklamacji u producenta, który zobowiązał się usunąć stwierdzone usterki.
Lodołamacze odgrywały istotną rolę w działaniach wspierających program badawczy National Science Foundation oraz United States Antarctic Program. Jednym z głównych zadań lodołamaczy było zaopatrywanie stacji McMurdo na Morzu Rossa, a także eskortowanie jednostek zaopatrzeniowych Military Sealift Command podczas misji „Deep Freeze”, która dostarcza niezbędne zasoby – żywność, paliwo oraz materiały eksploatacyjne – do antarktycznych placówek. Każda operacja zaopatrywania placówek na Antarktydzie otrzymuje właśnie wymieniony wcześniej kryptonim. Dodatkowo, obie jednostki przewoziły na swoim pokładzie inspektorów realizujących kontrole wynikające z postanowień Układu Antarktycznego.

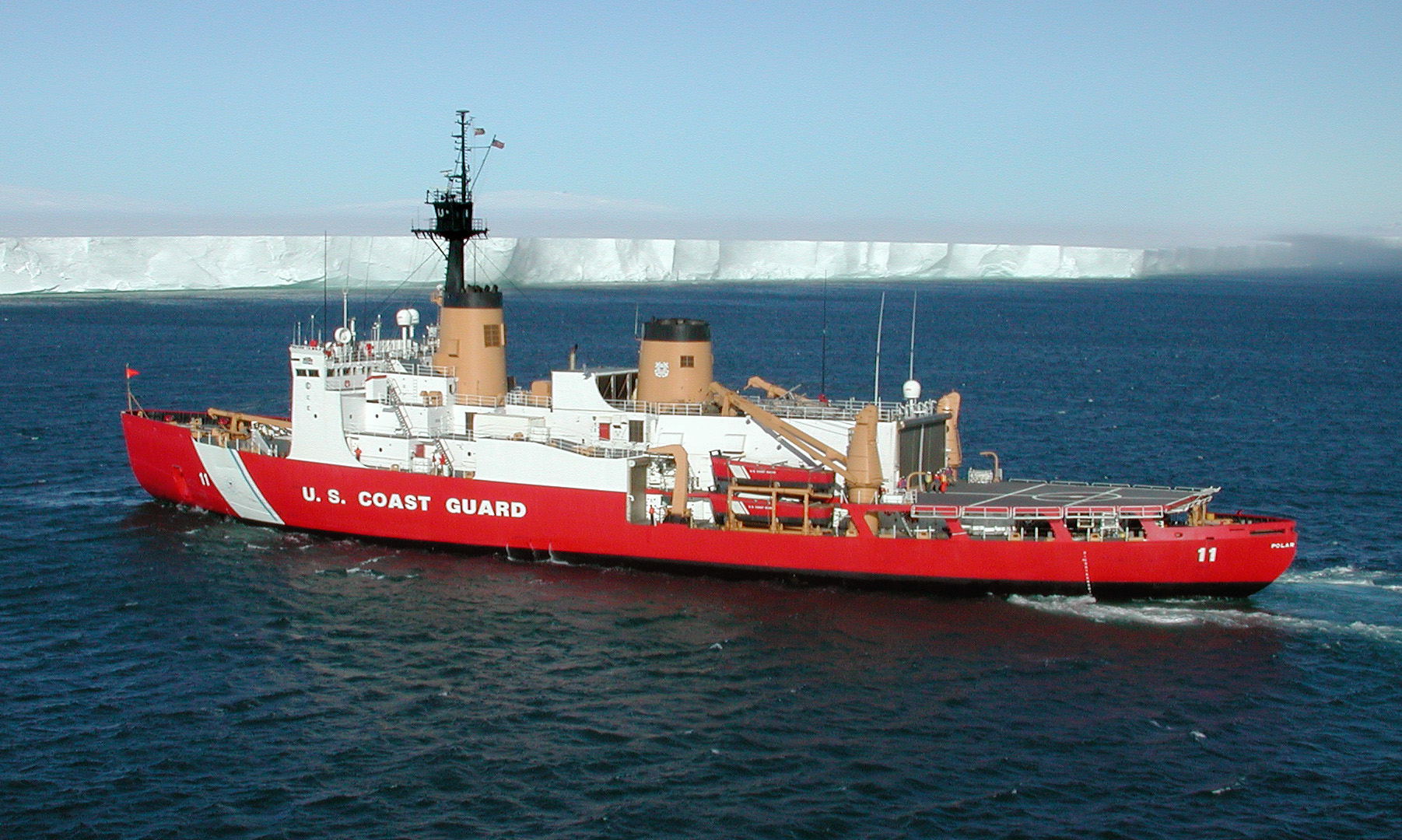
Lodołamacz USCGC „Polar Sea” w pobliżu góry lodowej B-15 w 2001 roku

W 2006 roku „Polar Star” został przeniesiony do rezerwy, uzyskując status „Commission-Special”. W praktyce oznaczało to, że lodołamacz był dopuszczony do ograniczonej służby, zaś na jego pokładzie operowała jedynie szkieletowa załoga. Lodołamacz wymagał również przeprowadzenia remontu, a w obliczu cięć budżetowych, „Polar Star” skierowano na remont dopiero w 2009 roku. Prace zrealizowano w latach w latach 2010–2012, a w 2013 roku „Polar Star” powrócił do służby operacyjnej. W 2014 roku ponownie operował w ramach misji „Deep Freeze”.
W 2010 roku lodołamacz „Polar Sea” został wyłączony z czynnej służby. Powodem była rozległa awaria maszynowni. Stwierdzono poważne uszkodzenia w pięciu z sześciu silników dieslowskich, zaś sam remont uznano za nieopłacalny. W 2011 roku podjęto decyzję o złomowaniu lodołamacza, jednak kilkukrotnie odraczano przeholowanie „Polar Sea” do stoczni złomowej. Pojawiły się w międzyczasie plany przywrócenia jednostki do służby, jednak ostatecznie z nich zrezygnowano z uwagi na wysokie koszty. Od 2017 roku „Polar Sea” pełni funkcję dawcy części dla bliźniaczego „Polar Star”. W 2024 roku „Polar Sea” został przeholowany do bazy United States Navy w zatoce Suisun w Kalifornii. Składowane są w niej okręty i inne jednostki skierowane do rezerwy.
Lodołamacz „Polar Star” wchodzi w ostatni etap swojej służby i w marcu 2025 roku rozpoczął się ostatni z pięciu planowanych remontów w ramach programu przedłużenia okresu eksploatacji (SLEP). Po jego zakończeniu, lodołamacz pozostanie w służbie do około 2030 roku. Podobne prace realizowano we wcześniejszych latach. Następcą będą budowane duże lodołamacze w ramach programu Polar Security Cutter.